# Чемпионат Москвы по футболу 1941 (осень)
Чемпионат Москвы по футболу 1941 года (осень) стал 42-м первенством столицы и вторым, проведенным Московским городским комитетом по делам физической культуры и спорта (МГКФС) в годы Великой Отечественной войны с участием сильнейших команд (команд мастеров).
Ввиду паники, охватившей Москву в середине октября в связи с резким приближением фронта после вяземской катастрофы советских войск, введением осадного положения и одновременным не менее резким наступлением зимы чемпионат закончить не представлялось возможным и он был брошен за тур до конца.

## Организация и проведение турнира
Чемпионат проводился по круговой системе в один круг.
Команды получали в этом первенстве за победу 2 очка, ничью — 1, поражение — 0.
В соревнованиях команд мастеров в сильнейшей группе выступали 8 клубов:
- «Динамо»
- «Крылья Советов»
- «Зенит»
- «Торпедо»
- ЗиФ
- «Старт»
- «Красная Роза»
- «Спартак» — добавлен перед самым стартом; первоначально был отправлен в низшую группу как обладавший неадекватным для высшего уровня составом. Практически все игроки основного состава, выступавшие в Чемпионате СССР 1941 года, с началом масштабной мобилизации покинули клуб и перешли в команды, представляющие предприятия, обеспечивающие своим работникам открепление от службы в армии (так называемую «бронь»)[4][5].

## Ход турнира
В целом в турнире были собраны команды, весьма сильно отличавшиеся по уровню: некоторые результаты были просто «неприлично» крупными для таких соревнований. В целом, команда «Динамо», полностью сохранившая состав, безусловно, была объективно сильнейшей. Оформить чемпионство в последнем туре (предположительно 19 октября) в матче с главным конкурентом — командой «Торпедо», собравшей наилучшее наследие распавшихся сборных команд профсоюзов, помешали известные события. Необходимо отметить, что преимущество «Динамо» в два очка и астрономическая для шести побед разница мячей +50 (против «всего лишь» +28 у «Торпедо») не делали эту встречу практически незначащей: вполне реальная победа 3:0 приносила бы чемпионство торпедовцам по соотношению мячей.

### Турнирная таблица
| № | Команды          | 1    | 2    | 3   | 4   | 5   | 6   | 7    | 8    | В | Н | П | М       | О  |
| - | ---------------- | ---- | ---- | --- | --- | --- | --- | ---- | ---- | - | - | - | ------- | -- |
|   | «Динамо»         |      |      | 3:1 | 3:2 | 3:1 | 7:1 | 21:2 | 20:0 | 6 | 0 | 0 | 57 — 7  | 12 |
|   | «Торпедо»        |      |      | 1:3 | 3:2 | 2:1 | 6:0 | 10:0 | 12:0 | 5 | 0 | 1 | 34 — 6  | 10 |
|   | ЗиФ              | 1:3  | 3:1  |     | 1:3 | 3:2 |     |      | 4:0  | 3 | 0 | 2 | 12 — 9  | 6  |
| 4 | «Крылья Советов» | 2:3  | 2:3  | 3:1 |     |     | 2:1 |      | +:-  | 3 | 0 | 2 | 9 — 8   | 6  |
| 5 | «Зенит»          | 1:3  | 1:2  | 2:3 |     |     | 4:5 | 6:0  | +:-  | 2 | 0 | 4 | 14 — 13 | 4  |
| 6 | «Спартак»        | 1:7  | 0:6  |     | 1:2 | 5:4 |     |      | +:-  | 2 | 0 | 3 | 7 — 19  | 4  |
| 7 | «Старт»          | 2:21 | 0:10 |     |     | 0:6 |     |      |      | 0 | 0 | 3 | 2 — 37  | 0  |
| 8 | «Красная Роза»   | 0:20 | 0:12 | 0:4 | -:+ | -:+ | -:+ |      |      | 0 | 0 | 6 | 0 — 36  | 0  |

### Матчи
| 31 авг | «Спартак» | 5:4 | «Зенит» | Тарасовка |
| Спартак: Кюзис - Садовый, Анд. Старостин, Леута - Малинин, Л.Степанов - Н.Старостин, Габовский, Волянин, П.Старостин, Щагин «Зенит»: Хитров - Вик. Соколов, Гуляев, Тучков - Рязанцев, Астраханцев - Глазков, В.Степанов, А.Соколов, Еремеев, Корнилов |           |     |         |           |

| 31 авг                                                                                              | «Торпедо»   | 12:0 | «Красная Роза» | ЦДКА |
| | - Пономарев |      |                |      |
| Торпедо: Акимов - ...Мошкаркин, Ремин - Н.Ильин, Н.Морозов-ІІ - Балаба, Пономарёв, Г.Жарков, Кузин… |             |      |                |      |

Матч «Крылья Советов» — «Старт» был анонсирован, но не был сыгран.
Матч «Динамо» — ЗиФ должен был играться в данном туре, но, поскольку эти же команды в этот же день играли в финале кубка, был перенесен и сыгран в 4-м туре.
| 7 сен | «Торпедо»      | 3:2     | «Крылья Советов»               | «Пищевик» |
| | - Г.Жарков 80′ | (отчёт) | - 0:1′ В.Соколов - 0:2′ Климов |           |
| Торпедо: Акимов - ...В.Маслов, Н.Морозов-II - Яковлев, Пономарёв, Г.Жарков… Крылья Советов: Леонтьев - ..., Вас. Соколов, Савицкий - С.Артемьев, Б.Соколов - Смыслов, Климов, В.Семенов, Тимаков, ?.Исаев |                |         |                                |           |

| 7 сен                                                          | ЗиФ                                     | 3:2 | «Зенит»                               | Стадион кожкомбината |
|                                                                | - Марушкин 1:0′ - Ратников 2:0′ - ? 80′ |     | - 2:1′ (пен.) Глазков - 2:2′ Корнилов |                      |
| ЗиФ: ...Марушкин, Ратников... «Зенит»: ...Глазков, Корнилов... |                                         |     |                                       |                      |

| 7 сен | «Динамо» | 20:0    | «Красная Роза» | «Динамо» (малый)               |
| | - С.Соловьев 2′ 18′ 25′ 32′ 41′ 55′ 61′ 63′ 72′ 83′ - Бесков 11′ 38′ 44′ 47′ 76′ - Якушин 14′ 50′ 65′ - С.Ильин 88′ - Семичастный 35′ | (отчёт) |                | Зрителей: 2 000 Судья: Н.Мохов |
| Динамо: Кочетов - Радикорский, Чернышев, Станкевич - Вс.Блинков, Палыска - Семичастный (46' Трофимов), Якушин , С.Соловьев, Бесков, С.Ильин | |         |                |                                |

Матч «Спартак» — «Старт» был анонсирован, но отчет о матче отсутствует.
| 14 сен                                                                                                  | «Торпедо» | 6:0 | «Спартак» | Тарасовка |
| Торпедо: ...Ал.Старостин, Ан.Старостин, Леута, Малинин, Н.Старостин, Габовский, Волянин, П.Старостин... |           |     |           |           |

| 14 сен | ЗиФ | 4:0 | «Красная Роза» | ЦДКА |

| 14 сен | «Динамо»                            | 3:2     | «Крылья Советов»              | «Динамо» (малый)                 |
| | - С.Соловьев 10′ 65′ - Бехтенев 20′ | (отчёт) | - 36′ Смыслов - 42′ В.Семенов | Зрителей: 5 000 Судья: И.Широков |
| Динамо: Кочетов - Радикорский, Вс.Блинков, П.Киселев - Бехтенев, Палыска - Семичастный, Якушин , С.Соловьев, Н.Дементьев, С.Ильин · Крылья Советов: Леонтьев - Холодков, Вас.Соколов, Савицкий - Б.Соколов, С.Артемьев 70'- Смыслов, Климов, Семенов, Тимаков, Исаев |                                     |         |                               |                                  |

| 14 сен | «Зенит» | 6:0 | «Старт» |  |

| 21 сен | «Динамо»                 | 3:1     | ЗиФ            | «Динамо» (малый)                 |
| | - С.Соловьев 22′ 36′ 66′ | (отчёт) | - 14′ Ратников | Зрителей: 5 000 Судья: К.Терехов |
| Динамо: Кочетов - Радикорский, Чернышев, П.Киселев - Вс.Блинков, Палыска - Семичастный, Якушин , С.Соловьев, Н.Дементьев (46' Назаров), С.Ильин ЗиФ: Архаров - Алешин, Чернов, Карелин - Громов, В.Егоров - Ратников, Беляков, Осминкин, Марушкин, Енушков |                          |         |                |                                  |

| 21 сен | «Торпедо» | 2:1 | «Зенит» |  |

| 21 сен | «Крылья Советов» | +:- | «Красная Роза» |  |

| 28 сен | «Динамо»                                    | 3:1     | «Зенит»                            | Стадион кожкомбината           |
| | - Назаров 50′ - С.Соловьев 52′ - Бесков 76′ | (отчёт) | - 28′ Красавин - 60'(пен.) Глазков | Зрителей: 3 000 Судья: Н.Мохов |
| Динамо: Кочетов - Радикорский, Чернышев, П.Киселев - Вс.Блинков (~70' Бесков), Палыска - Семичастный, Якушин , С.Соловьев, Назаров, С.Ильин · «Зенит»: Хитров - Вик.Соколов, Тучков, Астраханцев - Пухов, Рязанцев - Красавин, Глазков, Ал-ей Соколов, Степанов , Корнилов |                                             |         |                                    |                                |

| 28 сен | «Крылья Советов» | 3:1 | ЗиФ | «Пищевик» |

| 28 сен | «Торпедо» | 10:0 | «Старт» | МВО |

| 28 сен | «Спартак» | +:- | «Красная Роза» |  |

| 5 окт | «Динамо»                                                                  | 7:1     | «Спартак»   | «Динамо» (малый)                  |
| | - С.Соловьев 18′ 36′ 51′ - Блинков 65′ - Бесков 72′ - Н.Дементьев 75′ 84′ | (отчёт) | - 25′ Щагин | Зрителей: 10 000 Судья: К.Терехов |
| Динамо: Кочетов - Радикорский, Чернышев, П.Киселев - Вс.Блинков, Палыска - Семичастный, Якушин , С.Соловьев, Н.Дементьев, Бесков Спартак: Кюзис - Ал.Старостин, Ан.Старостин , Леута - Малинин, Б.Степанов - Н.Старостин, Габовский, Волянин, П.Старостин, Щагин |                                                                           |         |             |                                   |

Матч ЗиФ — «Старт» был анонсирован, но отчет о матче отсутствует.
| 12 окт | «Динамо» | 21:2    | «Старт» | «Динамо» (малый) |
| | - С.Соловьев 9′ 12′ 18′ 21′ 29′ 31′ 41′ 54′ 61′ 76′ - Н.Дементьев 15′ 43′ 51′ 62′ 72′ - Семичастный 25′ 34′ 69′ - Бесков 45′ - Якушин 74′ - С.Ильин 87′ | (отчёт) |         | Зрителей: 3 000  |
| Динамо: Кочетов - Радикорский, Чернышев, П.Киселев - Вс.Блинков, Палыска - Семичастный, Якушин , С.Соловьев, Н.Дементьев, Бесков (60' С.Ильин) | |         |         |                  |

| 12 окт | «Крылья Советов» | 2:1 | «Спартак» | «Пищевик» |

| 12 окт                           | ЗиФ        | 3:1 | «Торпедо» | ЦДКА |
|                                  | - Николаев |     |           |      |
| ЗиФ: ...Чистохвалов, Николаев... |            |     |           |      |

| 12 окт | «Зенит» | +:- | «Красная Роза» |  |

## Прекращение турнира
Последний тур должен был состояться 19 октября 1941 года: к тому моменту предполагалось возможное рассмотрение протеста «Торпедо» на итог матча против команды ЗиФ. В случае удовлетворения протеста в заключительном туре торпедовцы должны были сыграть против «Динамо» и определить победителя чемпионата. Официальной причиной отмены было объявлено резкое похолодание, хотя москвичи к тому моменту давно проводили матчи на обледенелых полях. Фактической причиной было введение осадного положения в Москве и необходимость срочной эвакуации населения, о которой уже 13 октября заявил первый секретарь Московского горкома ВКП(б) Александр Щербаков. До конца месяца из Москвы было эвакуировано более 2 миллионов человек.